# Sztinkutdűlő
Sztinkutdűlő románul: Strucut, falu Romániában, Erdélyben, Kolozs megyében.

## Fekvése
Mezőcsán (Ceanu Mare) mellett fekvő település.

## Története
Stinkut dűlő (Strucut) korábban Mezőcsán (Ceanu Mare) része volt. 1956 körül vált külön településsé 191 lakossal.
1966-ban 197, 1977-ben 442, 1992-ben 211 román lakosa volt. A 2002-es népszámláláskor 175 lakosából 174 román, 1 magyar volt.